# مكافل سابح
المكافل السابح (الاسم العلمي:Symbiodinium natans) هو نوع من الأسناخ الصبغية يتبع جنس المكافل من فصيلة المكافلات.